# Christopher Neame
Pour les articles homonymes, voir Neame.
Christopher Neame est un acteur britannique né à Londres le 12 septembre 1947.

## Biographie
Ce second rôle a surtout tourné dans les séries télévisées.

## Filmographie

### Cinéma
- 1971 : La Soif du vampire (Lust for a Vampire)
- 1972 : Dracula 73 de Alan Gibson
- 1988 : Mort à l'arrivée de Rocky Morton et Annabel Jankel
- 1989 : SOS Fantômes 2 de Ivan Reitman
- 1989 : Permis de tuer de John Glen
- 1993 : Sur la défensive de Albert Magnoli
- 1994 : Hellbound d'Aaron Norris
- 1995 : Shadowchaser 3 de John Eyres
- 2004 : La Mutante 3 de Brad Turner

### Téléfilms
- 1987 : La Rançon mexicaine (Love Among Thieves) de Roger Young
- 1988 : La Grande Évasion 2 (The Great Escape II: The Untold Story) de Paul Wendkos et Jud Taylor

### Séries télévisées
- Sept jours pour agir : Capitaine du KGB (1x16)
- Agence Acapulco : Steinholtz (1x8)
- L'Agence tous risques : Scarett (4x5)
- Arabesque : Peter Jatich (10x3), Dr. John Sullivan (12x6 et 12x7)
- Babylon 5 : Chevalier no 2 (1x9)
- Colditz : Lieutenant Dick Player
- Dallas : Gustav Hellstrom
- Doctor Who : Skagra (17x6)
- Flash : Brian Gideon (1x10)
- Le Flic de Shanghaï : (2×20 - 2x21 & 2x22)
- L'Homme invisible : le Dr. Henrick (2x13)
- JAG : (2×9)
- La Loi de Los Angeles : Alan Scott (4 x 11)
- MacGyver : 
  - Quayle, criminel international (1X12) [cf. http://www.macgyveronline.com/pages/c51.html]
  - Erich von Leer (5x1 & 5x2)
  - Duncan (7x7)
- Parker Lewis ne perd jamais : (2×22)
- Sliders : Dr Manfred Xang (2x1)
- Star Trek : Enterprise : Generalmajor de la Wehrmacht
- Vanished : Claude Alexander (1 x 7 et 1 x 9)

### Jeux vidéo
- Jedi Knight - Dark Forces II : Jerec